# Округи Чехії
Окрес (чеськ. okres) — адміністративна одиниця 2-го рівня Чеської Республіки.

## Історія
У 1960 році Чехословаччина була перерозподілена на окреси (okres, множ.  okresy ) часто без врахування традиційного поділу та місцевих відносин. На території Чехії було 75 округів; у 1990-х рр. був доданий 76-й округ Єсенік, який був виділений з округа Шумперк. Три складалися виключно з статутних міст (statutární města, одн.  město ) Брно, Острава і Пльзень, які отримали статус округів лише в 1971 році; столиця Прага (Hlavní město Praha) мав особливий статус, але десять районів Праги ( obvody ) були в певному сенсі еквівалентними округам.
Реформа, що діє з січня 2003 року, замінила округи на 204 «громади (муніципалітети) з розширеною компетенцією» (obce s rozšířenou působností, а також obce III. stupně — муніципалітети третього рівня, які неофіційно називалися також «маленькими округами»(malé okresy), які взяли на себе більшу частину адміністрації колишньої окружної влади. Деякі з них далі розподіляються між «муніципалітетами з уповноваженими місцевими органами влади» (obce s pověřeným obecním úřadem, скорочені до pověřená obec, множ.  pověřené obce ; «громади (муніципалітети) другого рівня»). Старі округи як і раніше існують як територіальні одиниці і залишаються місцями деяких закладів, як-от суди, поліція, та архіви. У 2007 році кордони округів були злегка відрегульовані і 119 громад (муніципалітетів) зараз перебувають у різних округах.
| Край (Kraj)                                   | Округ (Okres)      | Площа (км2) | Населення (2002) | Кількість громад (муніципалітетів) |
| --------------------------------------------- | ------------------ | ----------- | ---------------- | ---------------------------------- |
| Карловарський край (Karlovarský kraj)         | Хеб                | 933         | 89,107           | 39                                 |
| Карловарський край (Karlovarský kraj)         | Карлові Вари       | 1628        | 121,886          | 55                                 |
| Карловарський край (Karlovarský kraj)         | Соколов            | 753         | 93,227           | 38                                 |
| Середньочеський край (Středočeský kraj)       | Бенешов            | 1524        | 93,220           | 115                                |
| Середньочеський край (Středočeský kraj)       | Бероун             | 662         | 76,101           | 85                                 |
| Середньочеський край (Středočeský kraj)       | Кладно             | 692         | 150,181          | 100                                |
| Середньочеський край (Středočeský kraj)       | Колін              | 846         | 95,523           | 100                                |
| Середньочеський край (Středočeský kraj)       | Кутна Гора         | 917         | 73,337           | 88                                 |
| Середньочеський край (Středočeský kraj)       | Мєльнік            | 712         | 94,868           | 70                                 |
| Середньочеський край (Středočeský kraj)       | Млада-Болеслав     | 1058        | 114,042          | 123                                |
| Середньочеський край (Středočeský kraj)       | Нимбурк            | 876         | 84,784           | 87                                 |
| Середньочеський край (Středočeský kraj)       | Прага-схід         | 584         | 98,453           | 91                                 |
| Середньочеський край (Středočeský kraj)       | Прага-захід        | 586         | 86,777           | 80                                 |
| Середньочеський край (Středočeský kraj)       | Пржибрам           | 1628        | 107,260          | 120                                |
| Середньочеський край (Středočeský kraj)       | Раковнік           | 930         | 54,128           | 84                                 |
| Краловоградецький край (Královéhradecký kraj) | Градець-Кралове    | 875         | 159,622          | 101                                |
| Краловоградецький край (Královéhradecký kraj) | Їчін               | 887         | 77,368           | 111                                |
| Краловоградецький край (Královéhradecký kraj) | Наход              | 851         | 112,448          | 78                                 |
| Краловоградецький край (Královéhradecký kraj) | Рихнов-над-Кнєжноу | 998         | 79,003           | 83                                 |
| Краловоградецький край (Královéhradecký kraj) | Трутнов            | 1147        | 119,996          | 75                                 |
| Ліберецький край (Liberecký kraj)             | Чеська Ліпа        | 1137        | 106,411          | 59                                 |
| Ліберецький край (Liberecký kraj)             | Яблонець-над-Нісоу | 402         | 88,232           | 34                                 |
| Ліберецький край (Liberecký kraj)             | Ліберец            | 925         | 158,988          | 57                                 |
| Ліберецький край (Liberecký kraj)             | Семіли             | 699         | 74,660           | 65                                 |
| Мораво-Сілезький край (Moravskoslezský kraj)  | Брунтал            | 1658        | 104,480          | 67                                 |
| Мораво-Сілезький край (Moravskoslezský kraj)  | Фридек-Містек      | 1273        | 226,592          | 72                                 |
| Мораво-Сілезький край (Moravskoslezský kraj)  | Карвіна            | 347         | 277,244          | 17                                 |
| Мораво-Сілезький край (Moravskoslezský kraj)  | Новий Їчин         | 918         | 159,473          | 53                                 |
| Мораво-Сілезький край (Moravskoslezský kraj)  | Опава              | 1144        | 180,769          | 77                                 |
| Мораво-Сілезький край (Moravskoslezský kraj)  | Острава            | 214         | 314,102          | 13                                 |
| Оломоуцький край (Olomoucký kraj)             | Єсенік             | 719         | 42,251           | 24                                 |
| Оломоуцький край (Olomoucký kraj)             | Оломоуц            | 1451        | 224,156          | 92                                 |
| Оломоуцький край (Olomoucký kraj)             | Пржеров            | 884         | 138,895          | 104                                |
| Оломоуцький край (Olomoucký kraj)             | Простейов          | 770         | 109,524          | 96                                 |
| Оломоуцький край (Olomoucký kraj)             | Шумперк            | 1316        | 125,924          | 78                                 |
| Пардубіцький край (Pardubický kraj)           | Хрудім             | 1030        | 104,748          | 113                                |
| Пардубіцький край (Pardubický kraj)           | Пардубіце          | 889         | 160,251          | 115                                |
| Пардубіцький край (Pardubický kraj)           | Світави            | 1335        | 101,832          | 113                                |
| Пардубіцький край (Pardubický kraj)           | Усті-над-Орліці    | 1265        | 138,753          | 111                                |
| Пльзенський край (Plzeňský kraj)              | Домажліце          | 1140        | 58,895           | 86                                 |
| Пльзенський край (Plzeňský kraj)              | Клатови            | 1939        | 87,680           | 95                                 |
| Пльзенський край (Plzeňský kraj)              | Пльзень            | 125         | 163,791          | 15                                 |
| Пльзенський край (Plzeňský kraj)              | Плзень-південь     | 1080        | 68,495           | 90                                 |
| Пльзенський край (Plzeňský kraj)              | Плзень-північ      | 1323        | 73,610           | 98                                 |
| Пльзенський край (Plzeňský kraj)              | Рокицани           | 575         | 45,574           | 68                                 |
| Пльзенський край (Plzeňský kraj)              | Тахов              | 1379        | 51,329           | 51                                 |
| Prague (Hlavní město Praha)                   | Прага              | 496         | 1,181,610        | 1                                  |
| Південночеський край (Jihočeský kraj)         | Чеське Будєйовіце  | 1625        | 178,523          | 107                                |
| Південночеський край (Jihočeský kraj)         | Чеський Крумлов    | 1615        | 59,817           | 46                                 |
| Південночеський край (Jihočeský kraj)         | Їндржіхув Градець  | 1944        | 92,846           | 106                                |
| Південночеський край (Jihočeský kraj)         | Пісек              | 1138        | 70,419           | 76                                 |
| Південночеський край (Jihočeský kraj)         | Прахатіце          | 1375        | 51.410           | 65                                 |
| Південночеський край (Jihočeský kraj)         | Страконіце         | 1032        | 69,496           | 112                                |
| Південночеський край (Jihočeský kraj)         | Табор              | 1327        | 102,586          | 111                                |
| Південноморавський край (Jihomoravský kraj)   | Бланско            | 943         | 107,454          | 130                                |
| Південноморавський край (Jihomoravský kraj)   | Бржецлав           | 1173        | 123,265          | 69                                 |
| Південноморавський край (Jihomoravský kraj)   | Брно               | 230         | 385,913          | 1                                  |
| Південноморавський край (Jihomoravský kraj)   | Брно-околиця       | 1108        | 161,269          | 137                                |
| Південноморавський край (Jihomoravský kraj)   | Годонін            | 1086        | 158,602          | 81                                 |
| Південноморавський край (Jihomoravský kraj)   | Вишков             | 889         | 89,342           | 81                                 |
| Південноморавський край (Jihomoravský kraj)   | Зноймо             | 1637        | 114,061          | 148                                |
| Устецький край (Ústecký kraj)                 | Хомутов            | 935         | 124,744          | 44                                 |
| Устецький край (Ústecký kraj)                 | Дєчін              | 909         | 133,631          | 52                                 |
| Устецький край (Ústecký kraj)                 | Літомержице        | 1032        | 114,497          | 105                                |
| Устецький край (Ústecký kraj)                 | Лоуни              | 1118        | 85,830           | 70                                 |
| Устецький край (Ústecký kraj)                 | Мост               | 467         | 116,786          | 26                                 |
| Устецький край (Ústecký kraj)                 | Тепліце            | 469         | 126,635          | 34                                 |
| Устецький край (Ústecký kraj)                 | Усті-над-Лабем     | 405         | 117,589          | 23                                 |
| Край Височіна (Vysočina)                      | Гавлічкув-Брод     | 1265        | 94,778           | 120                                |
| Край Височіна (Vysočina)                      | Їглава             | 1180        | 108,404          | 121                                |
| Край Височіна (Vysočina)                      | Пельгржимов        | 1290        | 72,219           | 120                                |
| Край Височіна (Vysočina)                      | Тршжебіч           | 1518        | 116,415          | 173                                |
| Край Височіна (Vysočina)                      | Ждяр-над-Сазавоу   | 1672        | 118,216          | 195                                |
| Злінський край (Zlínský kraj)                 | Кромержиж          | 799         | 107,852          | 80                                 |
| Злінський край (Zlínský kraj)                 | Угерске Градіштє   | 991         | 143,763          | 78                                 |
| Злінський край (Zlínský kraj)                 | Всетін             | 1143        | 145,875          | 59                                 |
| Злінський край (Zlínský kraj)                 | Злін               | 1030        | 192,994          | 87                                 |